# Neurotrophine

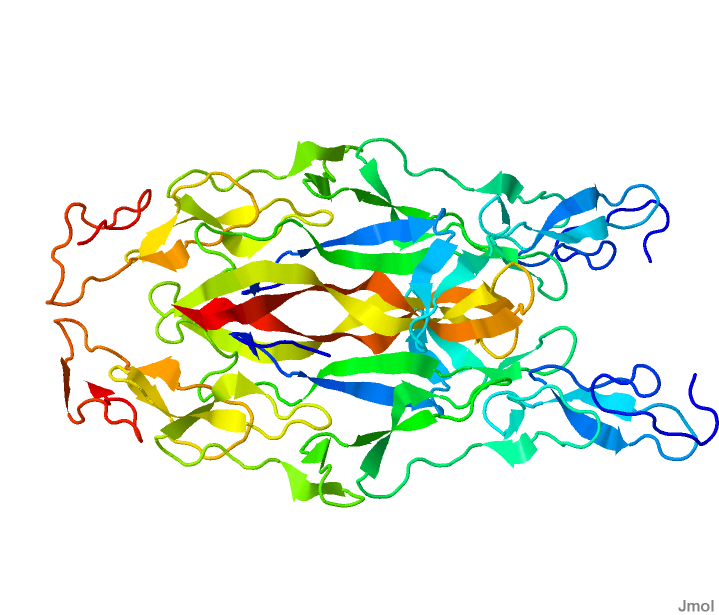

Les neurotrophines (NTs) forment une famille de polypeptides qui sont des facteurs essentiels pour la survie et la différenciation des neurones du système nerveux périphérique au cours du développement. Elle regroupe des molécules telles que le NGF (nerve growth factor)  et le BDNF (brain-derived neurotrophic factor).